# Viroflay
Viroflay é uma comuna francesa na região administrativa da Île-de-France, no departamento de Yvelines. A comuna possui 15 734 habitantes segundo o censo de 2013.
O seu território é o mesmo que o do cantão de mesmo nome. Com dezessete comunas do subúrbio a oeste, Viroflay pertence à Comunidade de Aglomeração Versailles Grand Parc.

## Toponímia
Atestada pela forma latinizada Offlevi Villa e villa Offleni em 1162, Viroflidum, Villaoffleni, Villoflein em 1209, Vil Oflen no século XIII, Viroflain en 1295, Vil Offlain em 1351, Viroflé em 1418.
Do francês antigo ville no sentido de "domínio rural" (latim villa rustica), seguido do nome de pessoa germânico Offilin ou Oodfinnus com a atração de nomes em -flé..

## História

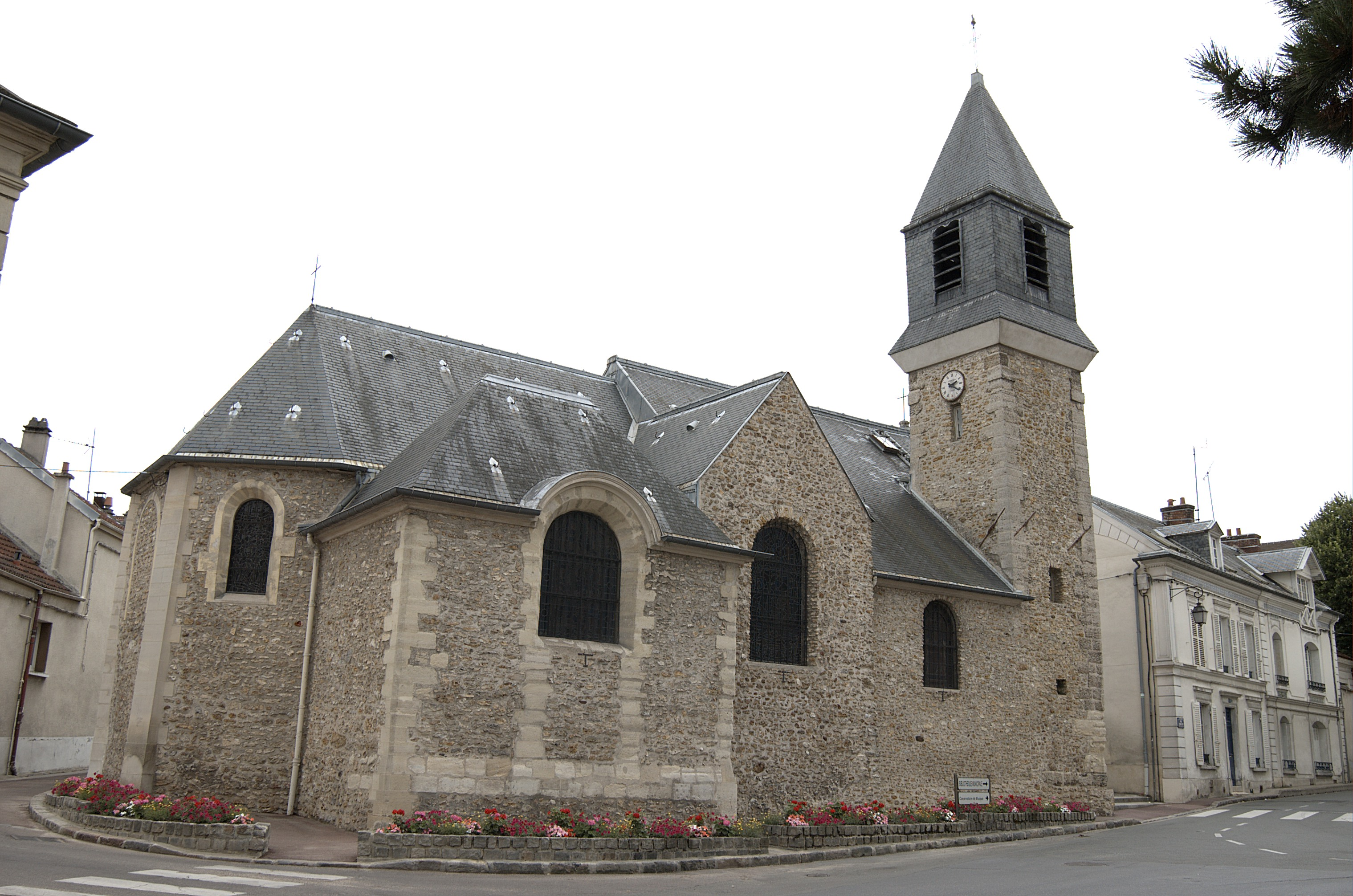
A igreja Saint-Eustache, antiga capela real.

## Geminação
- Hassloch (Alemanha)
- Bracciano (Itália)
- Kolokani (Mali)
- Carcavelos (Portugal)